# Józef Nowicki
Józef Nowicki (ur. 9 marca 1766 w Warszawie, zm. 29/30 listopada 1830 w Warszawie) – generał brygady wojsk koronnych, sekretarz generalny Komisji Rządowej Wojny.
Od stycznia 1783 był chorążym kawalerii narodowej wojsk koronnych, od 1785 w stopniu porucznika z przydziałem do Szkoły Rycerskiej. Brał udział w wojnie rosyjsko-tureckiej w 1788 (jako ochotnik), jesienią  t.r. wystąpił z wojska, przechodząc do służby cywilno-wojskowej. W 1791 jako rotmistrz kawalerii narodowej powrócił do czynnej służby i w następnym roku wziął udział w wojnie z Rosją w obronie Konstytucji Majowej. Ranny pod Turzyną, wyjechał na kurację. Ponownie w wojsku podczas powstania kościuszkowskiego, początkowo jako major, potem awansowany na podpułkownika, wicebrygadiera i brygadiera; uczestniczył w walkach pod Dubienką, Chełmem i Warszawą (na Pradze). Ponownie ranny w bitwie pod Tyrzynem.
Ponad 10 lat pozostawał poza służbą wojskową. Od 1806 „inspektor popisów” I Legii w randze podpułkownika. W listopadzie 1809 awansowany na pułkownika, był komendantem kwatery głównej księcia Józefa Poniatowskiego i szefem sztabu 3 Okręgu Wojskowego, później szefem sztabu 18 dywizji (V korpusu) i 7 dywizji (X korpusu). Trafił do niewoli po walkach o Gdańsk w 1813.
Po powrocie do kraju w 1814 został mianowany komendantem departamentu bydgoskiego. W kwietniu 1816 objął funkcję sekretarza generalnego Komisji Rządowej Wojny, którą pełnił do końca życia. W październiku 1818 otrzymał awans na generała brygady.
Był jednym z sześciu generałów, którzy ponieśli śmierć w noc wybuchu powstania listopadowego z rąk polskich żołnierzy; w odróżnieniu od pozostałych zabitych zginął przypadkiem, podchorążowie pomylili go ze znienawidzonym rosyjskim gubernatorem Lewickim.
W ciągu wieloletniej służby wojskowej odznaczony m.in. Krzyżem Kawalerskim Orderu Virtuti Militari (1808), Orderem Legii Honorowej (czerwiec 1812 Krzyż Kawalerski, czerwiec 1813 Krzyż Oficerski), Orderem św. Anny II klasy z brylantami (1818), Orderem św. Stanisława II klasy (1820), Znakiem Honorowym za 30 lat służby (1830), Krzyżem Kawalerskim Orderu Obojga Sycylii.
Był członkiem loży wolnomularskiej Wolność Odzyskana.
Nazwisko Nowickiego znalazło się wraz z sześcioma innymi na wzniesionym na rozkaz cara Mikołaja I obelisku na placu Saskim w Warszawie. Pomnik rozebrano w r. 1917.